# Thuộc địa vương thất Labuan
Thuộc địa vương thất Labuan (tiếng Anh: Crown Colony of Labuan) là một thuộc địa vương thất, nằm ngoài khơi bờ biển phía tây bắc của đảo Borneo được thành lập vào năm 1848 sau khi đảo Labuan được mua lại từ Vương quốc Hồi giáo Brunei vào năm 1846. Ngoài đảo chính, Labuan bao gồm 6 đảo nhỏ hơn; Burung, Daat, Kuraman, Papan, Rusukan Kecil và Rusukan Besar.
Người Anh kỳ vọng Labuan sẽ trở thành Singapore thứ hai, nhưng kỳ vọng của họ đã không thành hiện thực, đặc biệt là sau khi sản xuất than đá của họ thất bại, không mang lại hiệu quả, khiến các nhà đầu tư rút vốn, bỏ lại tất cả máy móc thiết bị và công nhân người Trung Quốc đã vào thuộc địa trước đó. Sau đó, công nhân Trung Quốc bắt đầu tham gia vào các doanh nghiệp khác, nhiều người trở thành thương nhân chính buôn bán tổ yến, ngọc trai, sago và long não được lấy từ hòn đảo, với sản phẩm thành công chính sau này là dừa, cao su và sago.
Chiến tranh thế giới thứ hai quân đội Nhật Bản đã xâm lượt hòn đảo, lật đổ chính quyền Anh. Sau khi người Nhật Bản ở Borneo đầu hàng quân Đồng minh, lãnh thổ này được đặt dưới quyền quản lý quân sự trước khi sáp nhập vào Thuộc địa vương thất Bắc Borneo.